# Kevin O'Neill
Kevin O'Neill (22 d’agost de 1953 – 3 de novembre de 2022) va ser un il·lustrador de còmics anglès que va ser el co-creador de Nemesis the Warlock, Marshal Law (amb l'escriptor Pat Mills), i The League of Extraordinary Gentlemen (amb Alan Moore).

## Carrera professional
O'Neill va començar a treballar per a l'editorial IPC als 16 anys com a noi d'oficina per a Buster, que era un títol d'humor infantil. El 1975 va començar a publicar, com a projecte personal, el fanzine Just Imagine: The Journal of Film and Television Special Effects, que va durar cinc números regulars i un número especial fins al 1978. El 1976 treballava com a colorista en reimpressió de còmics de Disney i còmics infantils britànics com ara Monster Fun i Whizzer and Chips.
Cansat de treballar en títols d'humor infantil, va saber que s'estava preparant un nou títol de ciència-ficció a l'IPC i va anar a veure Pat Mills i va demanar que el traslladessin al nou còmic que s'havia de dir 2000 AD.

### 2000 AD
O'Neill inicialment va proporcionar art per a pin-ups i portades, inclosa la imatge central de Tharg a la portada del primer número de 2000AD, bodging i la introducció de crèdits del creador. Després d'un període de treballar per Mills, finalment va començar a dibuixar breument les tires Tharg the Mighty, Future Shocks i diversos contes d'humor. No obstant això, no va ser fins que va començar a treballar a Ro-Busters (amb Pat Mills com a escriptor) al número 88 de 2000AD que O'Neill va començar a treballar en la seva primera tira important per al títol. El treball peculiar i inusual d'O'Neill a Ro-Busters va resultar popular i el va ajudar a establir-lo com un dels principals creadors de 2000AD, a més d'establir el que seria una llarga sèrie de col·laboracions amb l'escriptor Pat Mills.
El següent treball important de Mills i O'Neill va ser una història única anomenada Terror Tube al número 167 que es deia que estava inspirada en la cançó Going Underground de The Jam. Tanmateix, la història va ser una reacció contra l'IPC que s'oposava a una llarga seqüència de persecució a Ro-Busters, de manera que la parella va crear una història de sis pàgines que consistia completament en una seqüència de persecució estesa entre les hordes del malvat Torquemada i un misteriós personatge anomenat Nemesis.
La història va resultar popular i la parella va seguir Terror Tube amb una història de dues parts amb Nemesis anomenada Killer Watt. Això va resultar ser encara més popular i, a hores d'ara, l'estil grotesc d'O'Neill s'estava guanyant a més i més fans que també volien veure més de Nemesis. Al número 222 aconseguirien el seu desig amb el primer llibre d'una sèrie en curs Nemesis the Warlock. La tira eventualment rivalitzaria amb Judge Dredd en termes de popularitat, però l'art d'O'Neill el posaria en problemes amb els censors de l'IPC que consideraven la seva obra massa violenta i inquietant. No obstant això, O'Neill va ser un dels artistes més populars de 2000AD i no sols va continuar treballant a Nemesis the Warlock, sinó que va proporcionar art per a The ABC Warriors i fins i tot Judge Dredd.
Va ser amb Nemesis the Warlock on O'Neill passaria la major part del seu temps treballant durant gran part de la dècada de 1980, però O'Neill patia dificultats financeres i va decidir acceptar ofertes de treball de DC Comics. Això va significar aturar el treball a Nemesis i convertir-se en autònom, encara que tornaria per a un episodi puntual de Nemesis i proporcionaria altres treballs per a 2000AD.
El conte "Shok!" (creat amb Steve MacManus per a Judge Dredd Annual 1981) va estar involucrat en polèmica quan es va adonar que era la base de la pel·lícula de 1990 de Richard Stanley Hardware. Només després d'un cas judicial, que Stanley va perdre, els dos van rebre crèdits d'escriptura de la pel·lícula. Hardware es considera ara la primera història de 2000 AD adaptada al cinema.

### DC Comics i la Comics Code Authority
O'Neill havia dibuixat diversos temes i contes per a títols com ara The Omega Men, però el seu primer treball important per a DC va ser una història escrita per Alan Moore per al Tales of the Green Lantern Corps Annual núm. 2 el 1986. La Comics Code Authority es va oposar a l'art d'O'Neill. Quan DC va preguntar què passava i si es podia canviar alguna cosa (la història presentava escenes d'una crucifixió) per obtenir l'aprovació, l'Autoritat va respondre que era censurable tot l'estil d'O'Neill. DC va assenyalar que el seu art s'havia aprovat anteriorment, però l'Autoritat es va quedar mantenir en la seva decisió. DC va decidir imprimir el còmic sense el segell de Comics Code Authority. La història breu ha establert punts de continuïtat a l'DC Universe en què es va basar la història de 2009 "Blackest Night".
El 1986 també es va publicar la novel·la gràfica Metalzoic de l'equip de Mills i O'Neill. Aquesta va ser molt aclamada i una de les primeres històries de propietat dels creadors publicades per DC. La història es va reimprimir a 2000AD el mateix any.

### Marshal Law
Mills i O'Neill van crear una minisèrie de sis números per a Epic Comics anomenada Marshal Law que seria la seva interpretació dels superherois. Tot i que la sèrie es va vendre bé, Epic va rebre diverses queixes sobre l'art, així com va obligar a Mills i O'Neill a canviar els personatges del Marshal Law Takes Manhattan pels personatges familiars de Marvel Comics tal com pretenien utilitzar-los per a duplicats poc disfressats d'herois com ara Captain America, Spider-Man i The Punisher.
La parella va decidir portar Marshal Law d'Epic al recentment format Apocalypse Comics per a un especial únic (amb una sàtira sobre el personatge Batman) abans de llançar un nou setmanari. còmic titulat Toxic! amb Marshal Law com a personatge emblemàtic. Toxic! va ser un intent d'enfrontar-se i fins i tot rivalitzar amb 2000AD, però tot i que el títol inicialment es va vendre bé, va patir problemes a les històries que faltaven, inclosa Marshal Law que va quedar incompleta durant una història. Després de 31 números, el títol es va cancel·lar i Apocalypse Comics va fer fallida poc després.
Després d'això, Mills i O'Neill van portar Marshal Law a Dark Horse Comics on es va completar la història que va començar a Toxic!. Dark Horse també va publicar diverses mini-sèries amb Marshal Law, i Epic Comics va publicar una sèrie de dos números enfrontant el personatge amb el personatge de Clive Barker Pinhead. Aleshores, el personatge va aparèixer al lloc web de Cool Beans World en una sèrie de novel·les il·lustrades, però des que el lloc va tancar el 2002, Marshal Law ha estat en els llimbs des d'aleshores, amb l'excepció d'una aparició a 2000AD. El 2008, Top Shelf Productions va anunciar plans per publicar un "Marshal Law Omnibus" complet el 2009.

### The League of Extraordinary Gentlemen
El 1999 O'Neill es va unir amb Alan Moore per a una sèrie de sis números per a America's Best Comics anomenada The League of Extraordinary Gentlemen. Això va unir diversos personatges de la literatura de l'era victoriana com ara el Capità Nemo, Allan Quatermain i Dr. Jekyll. El títol va ser un gran èxit i va ser seguit per una segona sèrie de sis números que va tornar a tenir èxit, però el número cinc va ser recordat per Paul Levitz a causa d'un anunci real d'una "Marvel Douche" victoriana perquè no volia ofendre Marvel Comics.
La versió cinematogràfica de League of Extraordinary Gentlemen es va estrenar el 2003. La pel·lícula va ser criticada i tant Moore com O'Neill la van negar. Després d'una disputa legal on s'al·legava que la pel·lícula va ser plagiada per 20th Century Fox i que Fox va sol·licitar la idea del còmic de Moore i O'Neill com a cortina de fum, la parella ha publicat el tercer volum de League of Extraordinary Gentlemen i els seus spin-off Nemo a Knockabout Comics i Top Shelf Productions perquè Moore se sentia insultat per la manca de suport de la 20th Century Fox i els còmics de DC en la demanda, i també de la manca de retractació de Warner Bros de les falses afirmacions de l'aval de Moore a l'adaptació cinematogràfica de V de Vendetta.

### Treballs posteriors
O'Neill va dibuixar la història final de Nemesis the Warlock a l'edició especial del mil·lenni Prog 2000 de 2000AD el 1999. A més d'això i el seu treball a League of Extraordinary Gentlemen, va treballar en tires curtes per a Negative Burn publicat per Caliber Comics.
El DVD del llargmetratge documental de 2003 The Mindscape of Alan Moore conté una entrevista exclusiva amb Kevin O'Neill, que detalla detalladament la col·laboració amb Alan Moore. O'Neill parla de  'League of Extraordinary Gentlemen: Century, els seus enfrontaments amb els censors i l'estat de la pel·lícula Marshal Law en una entrevista a The Times.
El seu treball de 2009 inclou The League of Extraordinary Gentlemen: Century, la tercera sèrie limitada League, el primer número de la qual es va estrenar el maig de 2009.
O'Neill va ser col·laborador de la revista bimensual d'Alan Moore, Dodgem Logic, que es va publicar des de gener de 2010 fins a abril de 2011.
El 2017 va coescriure la novel·la Serial Killer amb Pat Mills.
En un podcast de març de 2021, O'Neill va revelar que també havia completat vuit pàgines de còmics per a Moon and Serpent Bumper Book of Magic d'Alan Moore per a Top Shelf, també com a il·lustració de portada i treball de disseny per a l'edició recopilada del Cinema Purgatorio.

### Còmics
- Tharg's Future Shocks:
  - "Wings" (guió i art, a 2000 AD #28, 1977)
  - "Play Pool!" (amb Kelvin Gosnell, in 2000 AD #36, 1977)
- Bonjo from Beyond the Stars (guió i art, a 2000 AD #41–50, 1977)
- M.A.C.H.0: "Cyborg Express" (with Henry Miller, in 2000AD Sci-Fi Special 1978)
- Ro-Busters (amb Pat Mills, recollit a The Complete Ro-Busters, 336 pages, Rebellion, November 2008, ISBN 1-905437-82-X):
  - "Hammerstein's War Memoirs" (a 2000 AD #88, 90, 1978)
  - "Fall & Rise of Ro-Jaws and Hammerstein" (a 2000 AD #103–115, 1979)
- ABC Warriors (with Pat Mills, recollit a The Meknificent Seven, 136 pages, Rebellion, 2009, ISBN 978-1-906735-08-1):
  - "ABC Warriors" (a 2000 AD #119, 1979)
  - "The Order of Knights Martial" (a 2000 AD #123–124, 1979)
- Captain Klep (a occasional issues of 2000 AD between #127–155, 1979–1980)
- Ro-Jaws' Robo-Tales: "The Inside Story" (with Pat Mills, in 2000 AD #144, 1979)
- Walter's Robo-Tales: "Shok!" (co-autor i artista, amb Steve MacManus, a Judge Dredd Annual 1981, 1980)[11]
- Dash Decent (amb Dave Angus, in 2000 AD #178–198, 1980–1981)
- Nemesis the Warlock (per Pat Mills):
  - Volume 1 (2007, ISBN 1-905437-11-0) recull:
    - "Terror Tube" (a 2000 AD #167, 1980)
    - "Killer Watt" (a 2000 AD #178–179, 1980)
    - "The Sword Sinister" (a 1981 Sci-Fi Special)
    - "The World of Termight (Book 1)" (a 2000 AD #222–244, 1981)
    - "The Secret Life of the Blitzspear" (a 2000 AD Annual 1983, 1982)
    - "The World of Nemesis (Book 3)" (a 2000 AD #335–349, 1983)
    - "The Gothic Empire (Book 4)" (només primers dos episodis, a 2000 AD #387–388, 1984)

  - Volume 2 (August 2007, ISBN 1-905437-36-6) aplega:
    - "A Day in the Death of Torquemada" (a 2000 AD Annual 1984, 1983)
    - "The Secret Life of the Blitzspear" (a 2000 AD Annual 1984, 1983)
    - "Ego Trip" (a 2000 AD #430, 1985)
    - "The Torture Tube" (a Dice Man #1, 1986)
    - "Torquemada the God" (a 2000 AD #520–524, 1987)
    - Torquemada: "Torquemada's Second Honeymoon" (amb Pat Mills, a 2000 AD Annual 1988, 1987)

  - Volume 3 (December 2007, ISBN 1-905437-36-6) aplega:
    - "Book X: The Final Conflict" (final episode, in 2000 AD Prog 2000, 1999)

  - "The Tomb of Torquemada" (a Poster Prog Nemesis #1, 1994)
  - "Tubular Hells" (a 2000 AD #2000, 2016)
- DC Universe: The Stories of Alan Moore (amb Alan Moore, trade paperback, 2003, Titan, ISBN 1-84576-257-6, DC, ISBN 1-4012-0927-0) recull:
  - Omega Men #26: "Brief Lives" (DC, 1985)
  - Tales of the Green Lantern Corps Annual #2: "Tygers" (DC, 1986)
- Metalzoic (amb Pat Mills, DC Graphic Novel, 1986, ISBN 0-930289-10-2)
  - Reprinted in serial form in 2000 AD, #483–492
- Judge Dredd (amb John Wagner/Alan Grant):
  - "The Law According to Dredd" (a 2000 AD #474–475, 1986)
  - "Varks" (a 2000 AD #503, 1986)
  - "What If Judges Did Ads?" (a 2000 AD #521, 1987)
- Marshal Law (amb Pat Mills):
  - Fear and Loathing (aplega Marshal Law #1-6, Epic Comics, 1990, ISBN 0-87135-676-7)
  - Blood Sweat and Tears (recull Kingdom of the Blind, Hateful Dead, i Super Babylon, Dark Horse, 1993, ISBN 1-878574-95-7).
  - Fear and Loathing (recull Marshal Law #1-6 Titan, 2002, ISBN 1-84023-452-0)
  - Blood, Sweat and Fears (recull Kingdom of the Blind, Hateful Dead, i Super Babylon, Titan Books, 2003, ISBN 1-84023-526-8)
  - Fear Asylum (recull Takes Manhattan, Secret Tribunal, i vs The Mask, Titan Books, 2003, ISBN 1-84023-699-X)
  - The Day of the Dead (una novel·la il·lustrada, Titan Books, 2004, ISBN 1-84023-636-1)
  - Cloak of Evil (una novel·la il·lustrada, Titan Books, 2006, ISBN 1-84023-683-3)
- "The Abyss Also Grasps" (amb Aldyth Beltane, a Negative Burn No. 31, Caliber Comics, January 1996, recollit a Negative Burn: The Best from 1993–1998, Desperado Publishing, January 2005, ISBN 1-58240-452-6)
- The League of Extraordinary Gentlemen (amb Alan Moore):
  - Volume I (6-issue limited series, DC Comics/Wildstorm/ABC, 1999–2000, collected hardback edition, 2001, ISBN 1-56389-665-6, paperback, 2002, ISBN 1-56389-858-6)
  - Volume II (DC Comics/Wildstorm/ABC, 6-issue limited series, 2002–2003, collected hardback edition, 2003, ISBN 1-4012-0117-2, paperback, 2004, ISBN 1-4012-0118-0)
  - Black Dossier (DC Comics/Wildstorm/ABC, novel·la gràfica, hardback, November 2007, ISBN 1-4012-0306-X)
  - Volume III: Century (3-issue graphic novel mini-series, ongoing):
    - 1910 (80 pages, Top Shelf Productions, April 2009, ISBN 1-60309-000-2, Knockabout Comics, May 2009, ISBN 0-86166-160-5)

  - The League of Extraordinary Gentlemen: Nemo Trilogy
  - Volume IV: The Tempest
- Bonjo from Beyond the Stars: "Solids in the Bile Tube" (script de Garth Ennis, in 2000 AD #2312, December 2022)

### Novel·les
- Serial Killer (amb co-autor Pat Mills, Millsverse Books, 2017, ISBN 978-0-9956612-0-2)